# Futebol do Amazonas
O futebol do Amazonas é organizado profissionalmente pela Federação Amazonense de Futebol, responsável pelo campeonato do estado e as demais competições.
O primeiro clube de futebol fundado no Amazonas foi o Racing Club Amazonense, fundado em 13 de maio de 1906. O Nacional Futebol Clube é o time mais antigo ainda em atividade, fundado em 13 de janeiro de 1913 e com o Rio Negro-AM e o Fast Clube formam o trio com mais títulos estaduais,  notadamente considerando os vinte e oito vice-campeonatos do Fast, contra sete de campeão,  habitualmente entre os primeiros.

## Competições
O primeiro Campeonato Amazonense de Futebol ocorreu em 1914 e teve como campeão o Manaos Athletic Club. Porém a profissionalização só ocorreu de fato em 1964.[carece de fontes?]

## Maiores campeões estaduais
- Campeonato Amazonense de Futebol (1ª divisão da pirâmide): Nacional —  43 títulos[4]
- Campeonato Amazonense de Futebol - Segunda Divisão (2ª divisão da pirâmide): Manaos Sporting —  3 títulos[5]

Demais competições
- Copa Amazonas: Fast Clube —  1 título[1]

## Clássicos
| Cidade | Clássico    |
| ------ | ----------- |
| Manaus | Rio-Nal     |
| Manaus | Pai e Filho |
| Manaus | Rio-Fas     |
| Manaus | Galo Preto  |